# Ishiharella hastata
Ishiharella hastata är en insektsart som beskrevs av Qin och Zhang 2004. Ishiharella hastata ingår i släktet Ishiharella och familjen dvärgstritar. Inga underarter finns listade i Catalogue of Life.